# Behind the Times

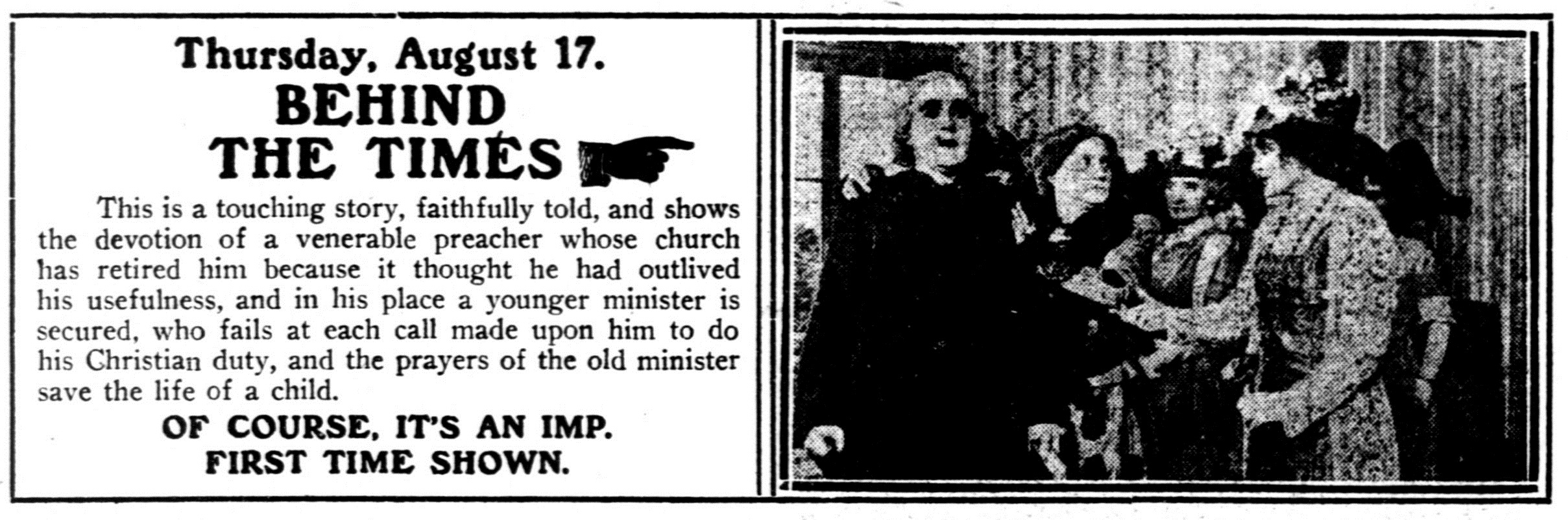
Publicité du film dans un journal

Behind the Times est un film muet américain réalisé par Thomas H. Ince et sorti en 1911.

## Synopsis
Une congrégation s'est dotée d'un nouveau ministre du culte, mais ce dernier ne répond pas aux attentes des fidèles...

## Fiche technique
- Réalisation : Thomas H. Ince
- Production : Carl Laemmle
- Date de sortie :  États-Unis : 17 août 1911

## Distribution
- Owen Moore : Révérend Charles Montgomery
- Ethel Grandin : Marjorie
- Lucille Younge